# Wilhelm Dilthey
Wilhelm Christian Ludwig Dilthey (19. listopadu 1833, Wiesbaden-Biebrich – 1. října 1911, Seis am Schlern, Autonomní provincie Bolzano) byl německý filosof, psycholog a pedagog, představitel filosofie života.

## Život
Dilthey pocházel z reformované kazatelské rodiny, studoval historii, teologii a filosofii v v Berlíně a v Heidelbergu, v roce 1864 promoval prací o Schleiermacherově etice a roku 1867 se stal profesorem v Basileji, později v Kielu, ve Vratislavi a od 1883 do 1908 v Berlíně. Souborné vydání jeho díla má přes 30 svazků.

## Myšlení
Proti metodě přírodních věd, která se během 19. století nesmírně rozvinula, postavil Dilthey humanitní či společenské vědy (doslova „duchovní vědy“, Geisteswissenschaften – např. historii, právo, literární vědu) a snažil se vybudovat jejich vědeckou metodu. Přírodní vědy zkoumají svět z hlediska příčinnosti, kdežto úkolem „duchovních věd“ je podle něho chápat a vysvětlovat vztahy mezi životem, vyjadřováním a rozuměním. Z povahy věci musí být historické, tj. chápat své předměty a témata v dějinném vývoji, a jejich hlavní metodou je hermeneutika, tj. snaha o věrné porozumění a výklad textů a jiných dokladů.
Druhým velkým Diltheyovým tématem byl život a živé, jež se podle něho nedá zcela pochopit jen experimentální metodou věd o neživém. Život totiž charakterizuje úsilí každého organismu udržet se naživu, růst a rozmnožovat se, jen v oblasti živého lze najít např. svobodu a odpovědnost. Živé organismy žijí v jisté symbióze se svým prostředím, na němž závisejí a na něž také různě reagují. Jsou tedy dráždivé, vnímavé a schopné i vzájemné komunikace.
Třetí velkou oblastí Diltheyova zájmu byla výchova a vzdělávání. Všímal si různých etap lidského dětství a dospívání a hledal pro ně přiměřené způsoby výchovy. Patří tak mezi zakladatele moderní pedagogiky a filosofie výchovy.

## Vliv a dědictví
Kromě filosofie a pedagogiky ovlivnil Dilthey také sociologii, zejména prostřednictvím svého kolegy a přítele G. Simmela, a to svým důrazem na chápání a rozumění. Mezi přímé Diltheyovy žáky patřili němečtí filosofové a pedagogové Hans Lipps, Herman Nohl, Theodor Litt, Eduard Spranger, Georg Misch a Erich Rothacker. Na Diltheye polemicky navázal Martin Heidegger a vlastním pojetím hermeneutiky Hans-Georg Gadamer, oba však od něho převzali mnoho impulsů a myšlenek (např. myšlenku „hermeneutického kruhu“). Ditheyovy myšlenky a dílo ovlivnily celou řadu dalších – hlavně německých – filosofů, jako byl Theodor W. Adorno, Ernst Cassirer, Karl-Otto Apel nebo Jürgen Habermas. U nás se jím zabýval Jan Patočka a řada pedagogů.

### Přínos psychologii
W. Dilthey založil a rozvinul psychologii „popisnou“ (beschreibende) a „rozumějící“ (verstehende). Pokusil se o nové zdůvodnění duchovědy z hlediska metodologického. Vycházel přitom z intuitivního prožívání a pochopení duševna, což stavěl do protikladu k vysvětlujícím postupům přírodních věd. Za základní vědu považoval psychologii „rozumějící“, která postihuje duchovní podstatu jevů v psychice jednotlivců i větších lidských skupin a jejich souvislost se světem kulturně historických hodnot. Pomocí popisu a intuitivního pochopení duchovních zážitků se snažil porozumět základům historických, společensko-kulturních jevů.
Dilthey se pokoušel řešit problematiku života z individualistických a idealistických pozic, odmítal možnost objektivního příčinného objasnění. Je označován jako zakladatel tzv. „filozofie života“. Tato linie německé filosofie ovlivnila nejen dobové následovníky, ale i novější existencialismus.
Proslul jeho spor s H. Ebbinghausem, reprezentujícím směr přírodovědný, analyzující a kauzálně „vysvětlující“. Obdobná diskuse pokračuje ještě v druhé polovině 20. století, např. mezi behavioristou B. F. Skinnerem a C. Rogersem., představitelem humanistické psychologie.

## Česká vydání
- W. Dilthey: Uvedení do vědy duchové. Praha, Rozhledy a Všehrd, 1901
- W. Dilthey: Život a dejinné vedomie (výbor z díla). Bratislava, Pravda, 1980